# ペパーミント・レインボー
ペパーミント・レインボー（The Peppermint Rainbow）はアメリカ合衆国メリーランド州ボルチモアのソフトロック/サンシャイン・ポップグループで、「そよ風の日曜日（Will You Be Staying After Sunday）」のヒットで知られている。

## ヒストリー
グループは1967年に 「ニューヨーク・タイムズ 」という名で結成され、大西洋中部の州でローカル・ギグを行なっていた。1968年にデッカ・レコードと契約したのは、ニューヨークのアクション・タレントのタレント・エージェント、アラン・ホワイトの要請によるもので、彼はこのグループをニューヨークに連れて行き、ママス＆パパスと5thディメンションの曲のメドレーを演奏し歌うのを見たプロデューサーのポール・レカに披露した。レカとの契約後、グループ名を「ペパーミント・レインボー」に変更。
デッカのもと、グループはポール・レカのプロデュースで活動し、最初のシングル「Walking in Different Circles」b/w「Pink Lemonade」はチャートインしなかった。セカンド・シングル「Will You Be Staying After Sunday」が1969年4月2日にはロサンゼルスのラジオ局「KHJ」のチャートで4位を記録。全米ではビルボード・ホット100に14週間ランクインし、1969年5月3日に32位を記録し、100万枚以上を売り上げ、ゴールドディスクを獲得した。この曲はキャッシュ・ボックス・トップ100でも21位を記録し、カナダチャートでは19位を記録した。
グループは1969年5月2日、テレビのクイズ番組『ジェネレーション・ギャップ』に出演した、この曲のプロモーション・クリップの出典である。当時の類似クリップの多くと同様、演奏は唇と指のシンクであり、電気楽器が1つもプラグインされていないことが主な特徴である。グループの3作目「Don't Wake Me Up in the Morning, Michael」はビルボード・ホット100に9週間ランクインし、1969年7月26日に54位を記録した ビルボードのイージー・リスニング・チャートで21位を記録した。このLP『Will You Be Staying After Sunday』は、ビルボードのアルバム・チャートでかろうじてトップ100入りを逃し、106位となった。
アルバム後に「Walking in Different Circles」（イギリスではマイナーなオンエアだった）、「You're the Sound of Love」など、同じくチャートインしなかった3枚のシングルをレコーディングした後、バンドは1970年に解散した。後者の曲のコーラスは、1970年代初頭に「We're the Sound of Love」としてアレンジ・再レコーディングされ、ラブソングをプレイリストに大きく取り上げるラジオ局のIDジングルとして使われるようになる。

## ディスコグラフィー

### シングル
" そよ風の日曜日（Will You Be Staying After Sunday）"
| Chart (1969)                  | Peak position |
| ----------------------------- | ------------- |
| Canada RPM Adult Contemporary | 7             |
| Canada RPM 100                | 19            |
| U.S. Billboard Hot 100        | 32            |
| U.S. Cash Box Top 100         | 21            |
| U.S. Billboard Easy Listening | 22            |

"Don't Wake Me Up in the Morning, Michael"
| Chart (1969)                  | Peak position |
| ----------------------------- | ------------- |
| Canada RPM Adult Contemporary | 24            |
| Canada RPM 100                | 47            |
| U.S. Billboard Hot 100        | 54            |
| U.S. Cash Box Top 100         | 50            |
| U.S. Billboard Easy Listening | 21            |

### アルバム
- そよ風の日曜日（Will You Be Staying After Sunday）

## メンバー
- ボニー・ラムディン - メイン・ヴォーカル
- パティ・ラムディン - ヴォーカル，キーボード
- ダグ・ルイス - ヴォーカル・ギター
- アントン・コリー - ドラム、パーカッション
- スキップ・ハリス – ベース